# Nona (mitologia)
Nona (en llatí: Nona) era, a la mitologia romana, la més jove de les tres Parques (les Moires a la mitologia grega i les Nornes a la mitologia escandinava). Era la divinitat de l'embaràs i la que presidia el naixement. Les Parques eren personificacions del destí de cada mortal i també de cada immortal des del moment de néixer fins a la seva mort. Fins i tot Júpiter les havia d'obeir. Nona, amb les seves germanes Dècima i Morta controlaven i regulaven el fil metafòric de la vida de les persones.
Era l'equivalent, a la mitologia grega, a Cloto. Tal com feia aquesta Parca, Nona filava els fils de la vida i decidia el moment del naixement de cada persona. Portava aquest nom perquè al novè mes una dona embarassada donava a llum.
Aquesta Parca determinava l'esperança de vida d'una persona quan arribava el dies lustricus, el 'dia de la purificació', quan es triava el nom del nounat, el novè dia després del naixement, si era nen o el vuitè si era nena.